# Alesón
Alesón est une commune de la communauté autonome de La Rioja, en Espagne.

## Démographie
| 1900 | 1910 | 1920 | 1930 | 1940 | 1950 | 1960 | 1970 | 1981 |
| ---- | ---- | ---- | ---- | ---- | ---- | ---- | ---- | ---- |
| 194  | 202  | 251  | 240  | 271  | 259  | 246  | 216  | 171  |

| 1991 | 2001 | 2011 | - | - | - | - | - | - |
| ---- | ---- | ---- | - | - | - | - | - | - |
| 162  | 137  | 114  | - | - | - | - | - | - |

## Administration

### Conseil municipal
La ville de Alesón comptait 99 habitants aux élections municipales du 26 mai 2019. Son conseil municipal (en espagnol : Pleno del Ayuntamiento) se compose donc de 5 élus.
| Parti | Parti                                    | Voix | %       | Élus  |
| ----- | ---------------------------------------- | ---- | ------- | ----- |
|       | Parti populaire (PP)                     | 45   | 64,29 % | 5 / 5 |
|       | Parti socialiste ouvrier espagnol (PSOE) | 20   | 28,57 % | 0 / 5 |
|       | Partido Riojano (PR+)                    | 5    | 7,14 %  | 0 / 5 |

### Liste des maires
| Mandat    | Maire | Maire                            | Parti |
| --------- | ----- | -------------------------------- | ----- |
| 1979-1983 |       | T. Félix Melón Fernández         | CD    |
| 1983-1987 |       | Miguel Ángel García              | PP    |
| 1987-1991 |       | Miguel Ángel García              | PP    |
| 1991-1995 |       | Miguel Ángel García              | PP    |
| 1995-1999 |       | Miguel Ángel García              | PP    |
| 1999-2003 |       | Miguel Ángel García              | PP    |
| 2003-2007 |       | Miguel Ángel García              | PP    |
| 2007-2011 |       | Miguel Ángel García              | PP    |
| 2011-2015 |       | Miguel Ángel García              | PP    |
| 2015-2019 |       | Miguel Ángel García (2015-2018), | PP    |
| 2015-2019 |       | Luis María Melón (2018-2019),    | PP    |
| 2019-2023 |       | Luis María Melón                 | PP    |